# Engenheiro Beltrão
Engenheiro Beltrão ist ein brasilianisches Munizip im Norden des Bundesstaats Paraná. Es hat 12.454 Einwohner (2022), die sich Engenheiro-Beltrenser nennen. Seine Fläche beträgt 467 km². Es liegt 483 Meter über dem Meeresspiegel.

## Etymologie
Der Name stammt von der Landentwicklungsgesellschaft Sociedade Técnica e Colonizadora Engenheiro Beltrão Ltda, die damit sich und ihrem Eigentümer Francisco Gutierrez Beltrão 1949 ein Denkmal setzen wollte.

## Geschichte

### Besiedlung
Die Besiedlung begann in den 1930er Jahren, als sich Bauern in Begleitung ihrer Familien hier niederließen. Sie suchten neue landwirtschaftliche Gebiete mit fruchtbaren Böden.
Das Unternehmen, das mit dem Verkauf des Landes begann, auf dem sich heute das Munizip Engenheiro Beltrão befindet, war die Sociedade Técnica e Colonizadora Engenheiro Beltrão Ltda. Die Preise waren erschwinglich und die  Bezahlung einfach. Nach der Brandrodung machten die neuen Eigentümer den Urwald mit Sichel und Axt urbar. Im Ergebnis erzielten sie reiche Ernten. Flaches Land, ausreichende Wasserressourcen, eine gute Eignung für den Kaffeeanbau in Kombination mit Getreide und ein günstiges Klima, das auch für die Schweine- und Rinderzucht geeignet ist, führten dazu, dass sich Engenheiro Beltrão schnell entwickelte.

### Erhebung zum Munizip
Engenheiro Beltrão wurde durch das Staatsgesetz Nr. 253 vom  26. November 1954 aus Peabiru ausgegliedert und in den Rang eines Munizips erhoben.

## Geografie

### Fläche und Lage
Engenheiro Beltrão liegt auf dem Terceiro Planalto Paranaense (der Dritten oder Guarapuava-Hochebene von Paraná). Seine Fläche beträgt 467 km². Es liegt auf einer Höhe von 483 Metern.

### Vegetation
Das Biom von Engenheiro Beltrão ist Mata Atlântica.

### Klima
Das Klima ist warm und gemäßigt. Es werden hohe Niederschlagsmengen verzeichnet (1607 mm pro Jahr). Die Klimaklassifikation nach Köppen und Geiger lautet Cfa. Im Jahresdurchschnitt liegt die Temperatur bei 21,9 °C.

### Gewässer
Engenheiro Beltrão liegt im Einzugsgebiet des Rio Ivaí, der die nordöstliche Grenze des Munizips bildet. Zu ihm fließen von links der Rio Mourão auf der südöstlichen sowie der Rio Claro auf der nordwestlichen Grenze des Munizips.

### Straßen
Engenheiro Beltrão ist über die PR-317 mit Peabiru und Campo Mourão im Süden und Maringa im Norden verbunden.

### Nachbarmunizipien
|           | Ivatuba                                     | Floresta und Itambé |
| Terra Boa | Kompassrose, die auf Nachbargemeinden zeigt | Quinta do Sol       |
|           | Peabiru                                     |                     |

## Stadtverwaltung
Bürgermeister: Adalmir José Garbim Junior, PSL (2021–2024)
Vizebürgermeister: Marcio Ricardo Santini, PSL (2021–2024)

## Demografie

### Bevölkerungsentwicklung
| Jahr | Einwohner | Stadt | Land |
| ---- | --------- | ----- | ---- |
| 1960 | 14.314    | 5 %   | 95 % |
| 1970 | 25.239    | 14 %  | 86 % |
| 1980 | 15.638    | 37 %  | 63 % |
| 1991 | 14.671    | 57 %  | 43 % |
| 2000 | 14.082    | 79 %  | 21 % |
| 2010 | 13.906    | 88 %  | 12 % |
| 2022 | 12.454    |       |      |

Quelle: IBGE (2011) und Volkszählung 2022

### Ethnische Zusammensetzung
| Gruppe * | 1991    | 2000    | 2010    | wer sich als …                                                                   |
| --- | ------- | ------- | ------- | -------------------------------------------------------------------------------- |
| Weiße | 65,9 %  | 75,7 %  | 58,0 %  | weiß bezeichnet                                                                  |
| Schwarze | 6,2 %   | 3,9 %   | 3,7 %   | schwarz bezeichnet                                                               |
| Gelbe | 1,2 %   | 1,8 %   | 1,4 %   | von fernöstlicher Herkunft wie japanisch, chinesisch, koreanisch etc. bezeichnet |
| Braune | 26,7 %  | 18,3 %  | 36,8 %  | braun oder als Mischung aus mehreren Gruppen bezeichnet                          |
| Indigene | 0,0 %   | 0,1 %   | 0,2 %   | Ureinwohner oder Indio bezeichnet                                                |
| ohne Angabe | 0,0 %   | 0,2 %   | 0,0 %   |                                                                                  |
| Gesamt | 100,0 % | 100,0 % | 100,0 % |                                                                                  |
| *) Anmerkung: Das IBGE verwendet für Volkszählungen ausschließlich diese fünf Gruppen. Es verzichtet bewusst auf Erläuterungen. Die Zugehörigkeit wird vom Einwohner selbst festgelegt. |         |         |         |                                                                                  |

Quelle: IBGE (Stand: 1991, 2000 und 2010)

## Wirtschaft
Die wichtigste Wirtschaftstätigkeit in der Region ist nach wie vor die Landwirtschaft und die Viehzucht. Im Industriesektor ist das Wachstum der Bekleidungsproduktion erwähnenswert. Das Angebot an städtischen Arbeitsplätzen verteilt sich in gleichem Maße auf den Handel und die Bekleidungsindustrie.

## Söhne und Töchter der Gemeinde
- Getterson Alves dos Santos, kurz Getterson, (* 1991), Fußballspieler